# Henry Potter
Henry Potter (St. Louis, 4 ottobre 1881 – New York, 24 gennaio 1955) è stato un golfista statunitense.

## Carriera
Potter partecipò ai Giochi olimpici di Saint Louis 1904, dove vinse una medaglia d'argento nel torneo a squadre. Nella stessa Olimpiade, prese parte al torneo individuale, in cui fu sconfitto ai sedicesimi di finale da Simpson Foulis.
Era il fratello di Clarkson Potter, anch'egli golfista olimpico.

## Palmarès
In carriera ha conseguito i seguenti risultati:
- Giochi olimpici

St. Louis 1904: una medaglia d'argento nel torneo a squadre.